# ایستگاه راه‌آهن اهواز
ایستگاه راه‌آهن اهواز، به‌عنوان یکی از اصلی‌ترین و قدیمی‌ترین ایستگاه‌های راه‌آهن ایران، یکی از ایستگاه‌های اصلی راه‌آهن جمهوری اسلامی ایران در جنوب کشور و مرکز اداره راه‌آهن جنوب است. این ایستگاه که در سال ۱۳۱۷ خورشیدی بازگشایی شده و به بهره‌برداری رسید، بخشی از راه‌آهن سراسری ایران محسوب شده و نقش کلیدی در پیوند جنوب به مرکز ایران ایفا می‌کند.

## تاریخچه
برنامه ساخت راه آهن سراسری ایران، از سال ۱۳۰۶ خ. شروع شد و در سال ۱۳۱۷ خ. به طول ۱۳۹۴ کیلومتر به پایان رسید و اهواز یکی از نقطه‌های کلیدی آن محسوب می‌شود. معماری ساختمان ایستگاه راه‌آهن اهواز با سایر ساختمان‌های این شهر همخوانی دارد.
- در طول جنگ جهانی دوم، این مسیر بخشی از مسیر ترانزیتی جنوب به شمال برای ارسال تجهیزات به اتحاد جماهیر شوروی بود و نقش راهبردی داشت.[۲]
- خط و ایستگاه راه آهن اهواز، یکی از مهمترین گزینه‌های پشتیبانی در جنگ 8 ساله در برابر عراق بوده است.[۳]

## موقعیت
ایستگاه اهواز، در بخش مرکزی شهر و ناحیه دو اهواز، در پیرامون «میدان هجرت» اهواز، در تقاطع بلوار سپاه و نزدیکی «فلکه ساعت» واقع شده‌است.

## خطوط و مسیرها
خط راه آهن جنوب، درحال حاضر دارای سه خط به شرح زیر می‌باشد:
1. محور اهواز - اندیمشک (تا ایستگاه هفت تپه)
2. محور اهواز - بندر امام - ماهشهر
3. محور اهواز - خرمشهر - شلمچه

بطورکلی، راه آهن جنوب دارای ۱۸ ایستگاه بوده و طول خطهای اصلی موجود، ۴۷۴ کیلومتر، و طول خطهای فرعی ( مانوری و صنعتی – تجاری ) حدود ۱۹۸ کیلومتر می‌باشد.
همچنین، این ایستگاه نقش مهمی در حمل بارهای تجاری به عراق و دیگر کشورهای همسایه دارد.

## امکانات
ایستگاه راه‌آهن اهواز دارای امکانات مسافرتی و باربری متعددی است:
- سالن انتظار و باجه فروش بلیت
- پارکینگ خودرو، دستگاه‌های خودپرداز، نمازخانه، رستوران و کافی‌شاپ
- واحد خرده‌بار شامل انبار، باسکول، لیفتراک و بسته‌بندی بار

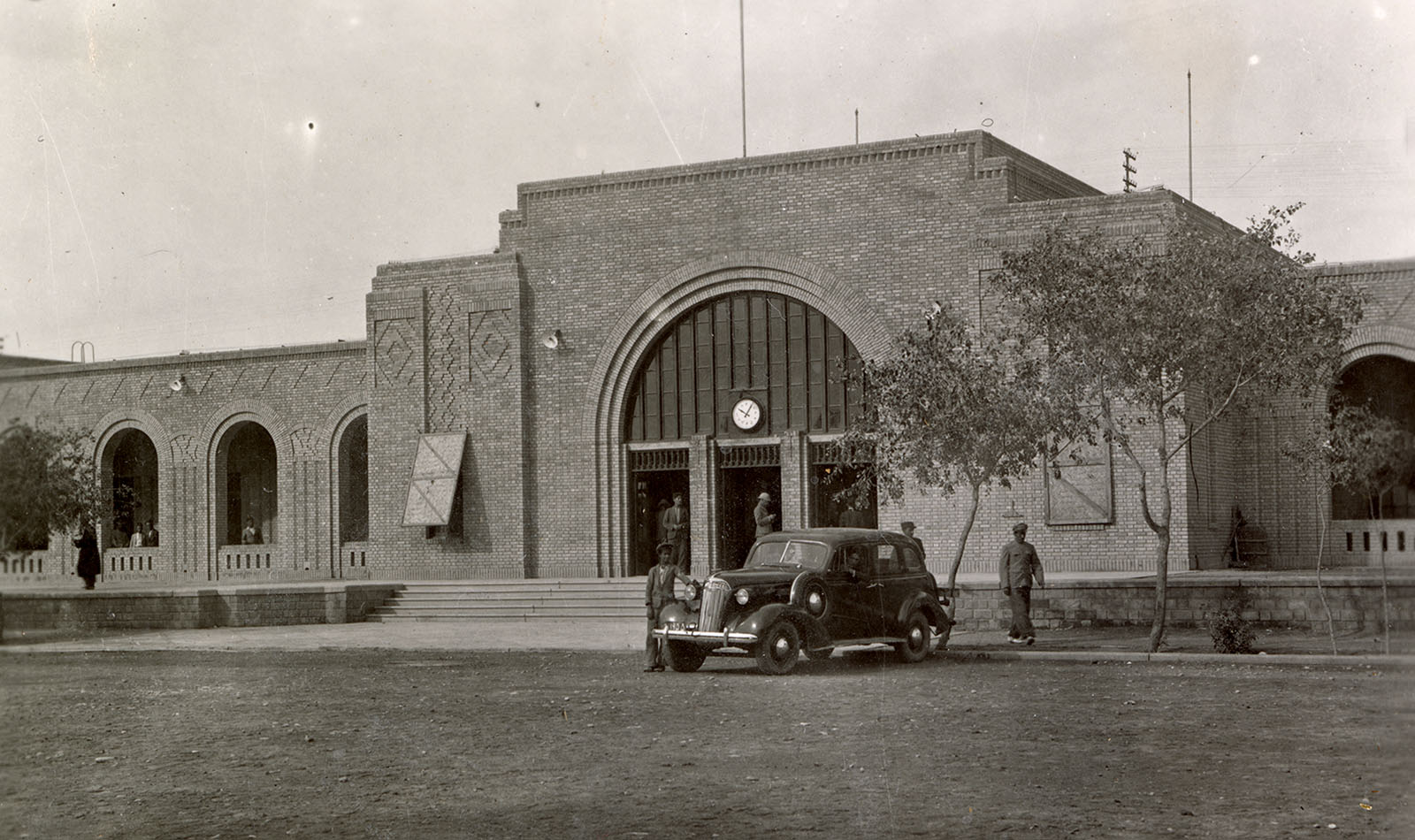
ایستگاه راه آهن اهواز - حدود سال ۱۳۲۰ خ.

## دسترسی شهری
راه‌های دسترسی به ایستگاه شامل موارد زیر است:
- خطوط اتوبوسرانی مانند ۲۸/۱، ۵۱ و ۵۷
- تاکسی‌های شهری و تاکسی‌های اینترنتی
- پارکینگ خودروهای شخصی
- خط ۱ مترو اهواز که در آینده ایستگاه راه‌آهن را پوشش خواهد داد.[۶]

## وضعیت میراث و بنا
با وجود قدمت تاریخی و اهمیت فرهنگی، وضعیت بنای ایستگاه، در سال ۲۵۷۲ ش. (۱۳۹۲ خ.) از سوی فعالان میراث فرهنگی نگران‌کننده توصیف شده‌است. طرح‌هایی برای بازسازی و احیای فضای شهری اطراف ایستگاه درحال بررسی است.

## نگارخانه

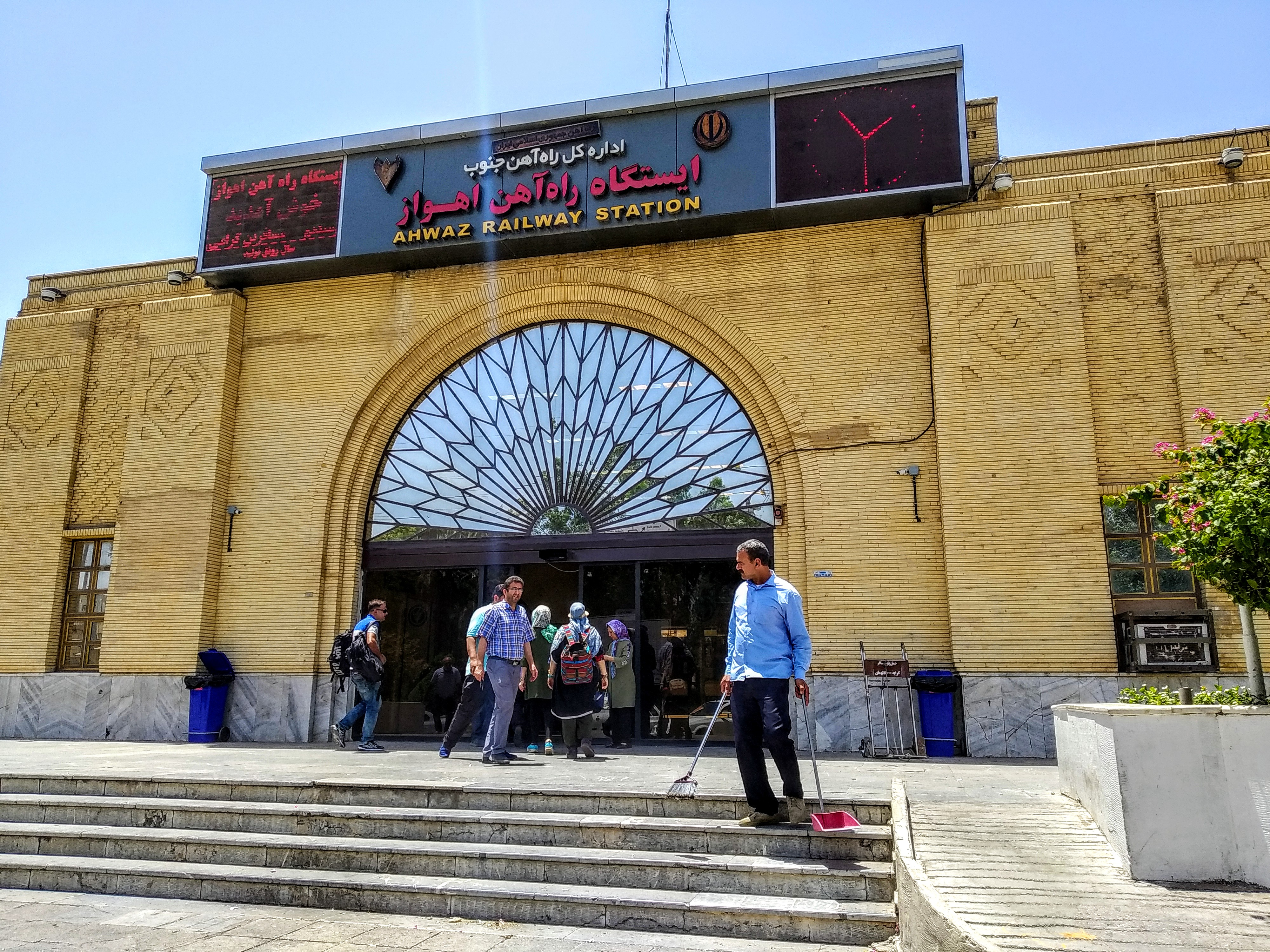
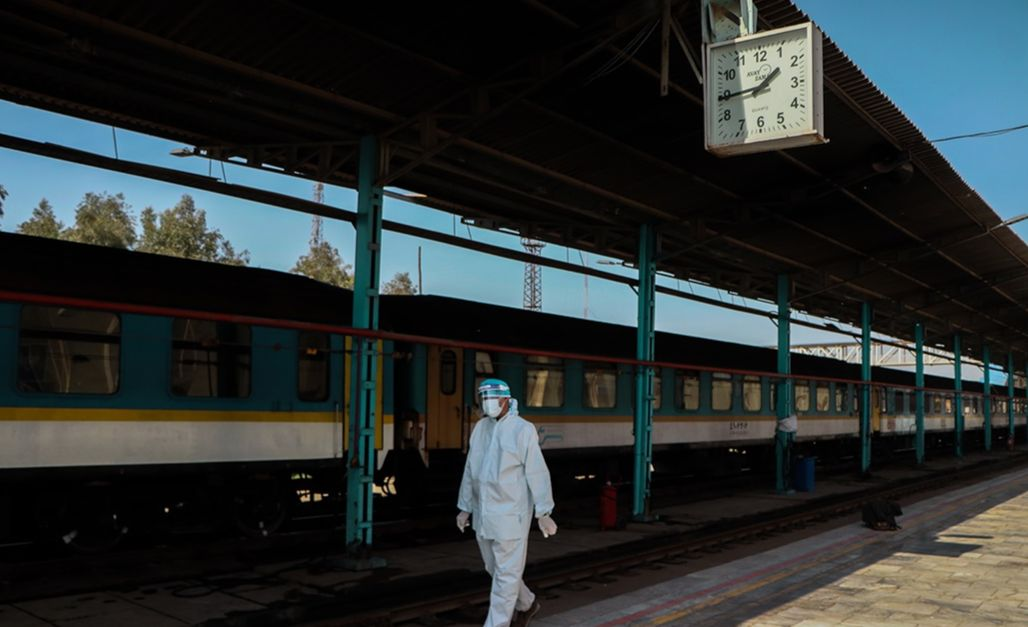